# La Bourboule
Pour les articles homonymes, voir Bourboule.
La Bourboule est une commune française située dans le département du Puy-de-Dôme, en région Auvergne-Rhône-Alpes.
Ses habitants sont appelés les Bourbouliens et les Bourbouliennes.

## Géographie

### Localisation
La Bourboule est une ville de moyenne montagne située dans le sud-ouest du département du Puy-de-Dôme, dans un élargissement de la vallée de la Haute Dordogne. Plus précisément, elle est au confluent de cette rivière et du ruisseau du Vendeix (un de ses affluents de 7,2 km). Elle se situe dans une vallée glaciaire à une altitude moyenne de 852 mètres.
Elle bénéficie des labels « station thermale », « station de tourisme », « station verte », « village de neige » et « Famille Plus » depuis 2006. Elle est aussi membre de l'association européenne des villes thermales historiques (EHTTA, European Historical Thermal Town Association,).
Quatre communes sont limitrophes de La Bourboule. La commune est distante d'environ 50 km de Clermont-Ferrand.
| Saint-Sauves-d'Auvergne | Murat-le-Quaire |           |
|                         | La Bourboule    | Mont-Dore |
| La Tour-d'Auvergne      |                 |           |

### Climat
Pour des articles plus généraux, voir Climat d'Auvergne-Rhône-Alpes et Climat du Puy-de-Dôme.
En 2010, le climat de la commune est de type climat de montagne, selon une étude du Centre national de la recherche scientifique s'appuyant sur une série de données couvrant la période 1971-2000. En 2020, Météo-France publie une typologie des climats de la France métropolitaine dans laquelle la commune est exposée à un climat de montagne ou de marges de montagne et est dans la région climatique Ouest et nord-ouest du Massif Central, caractérisée par une pluviométrie annuelle de 900 à 1 500 mm, maximale en automne et en hiver.
Pour la période 1971-2000, la température annuelle moyenne est de 8,1 °C, avec une amplitude thermique annuelle de 15 °C. Le cumul annuel moyen de précipitations est de 1 251 mm, avec 12,7 jours de précipitations en janvier et 8,9 jours en juillet. Pour la période 1991-2020, la température moyenne annuelle observée sur la station météorologique de Météo-France la plus proche, « Le Mont-Dore Bg », sur la commune de Mont-Dore à 6 km à vol d'oiseau, est de 8,2 °C et le cumul annuel moyen de précipitations est de 1 783,3 mm,. Pour l'avenir, les paramètres climatiques de la commune estimés pour 2050 selon différents scénarios d'émission de gaz à effet de serre sont consultables sur un site dédié publié par Météo-France en novembre 2022.

### Hydrographie

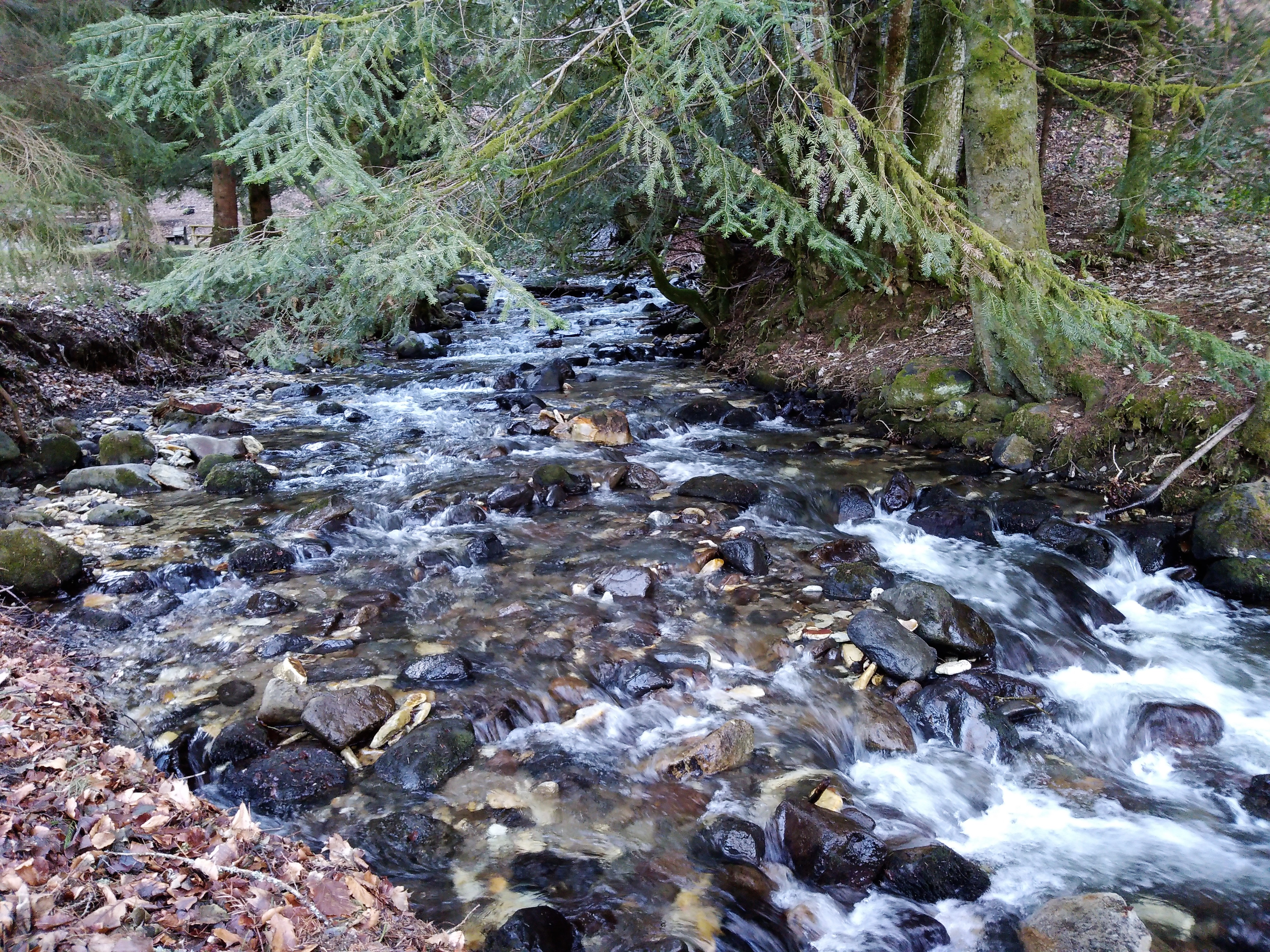
Le Vendeix à La Bourboule.

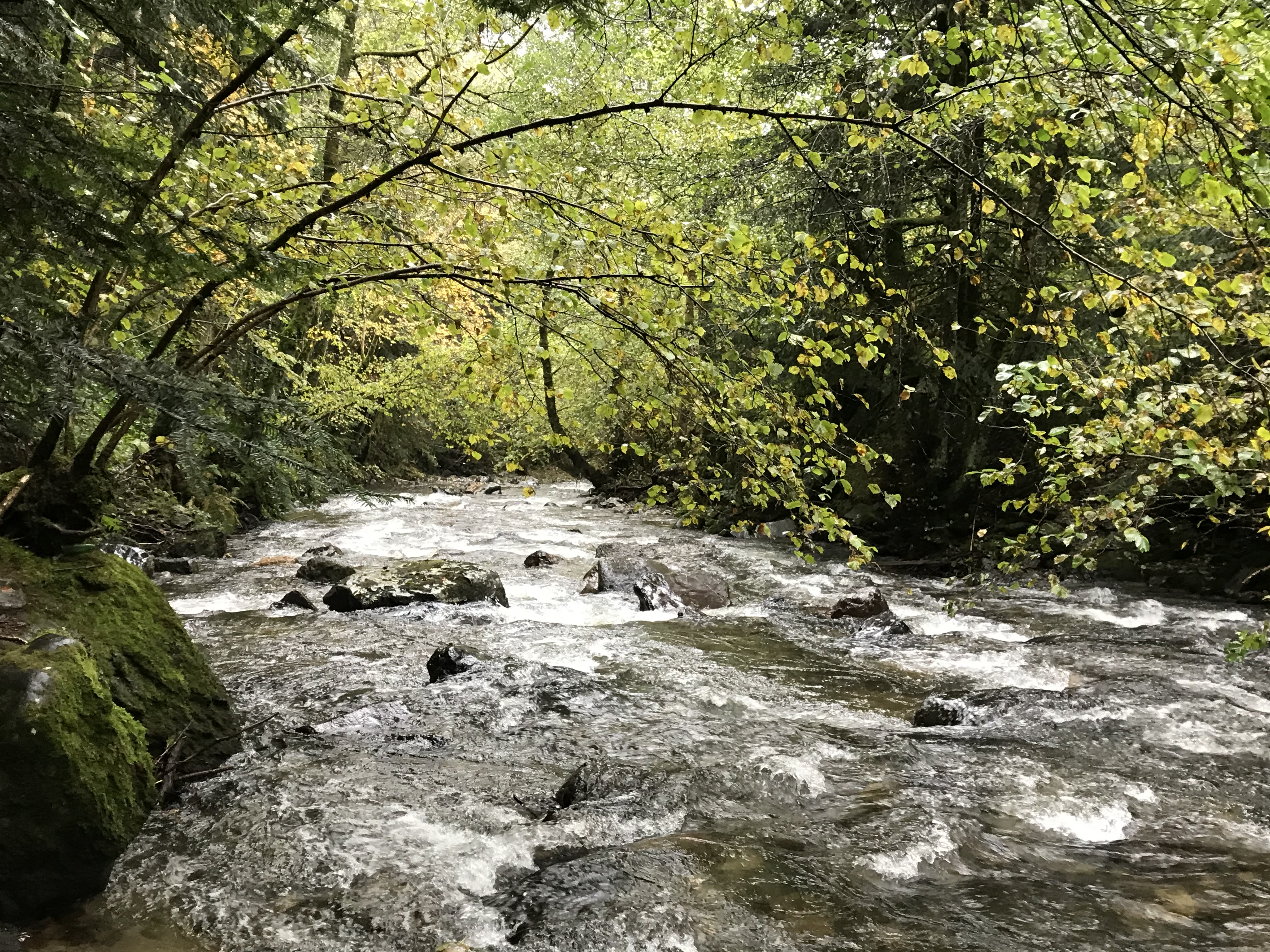
Le fleuve Dordogne à la Bourboule.

Le système hydrographique de la commune se compose de quatre cours d'eau référencés :
- la Dordogne, longue de 483 km[14] ;
- le Vendeix 7,2 km[15], qui conflue avec la Dordogne ;
- le ruisseau des Vernières ou ruisseau de cliergue 5,1 km[16], qui conflue avec la Dordogne ;
- le ruisseau de la Vernouze[17].

## Urbanisme

### Typologie
Au 1er janvier 2024, La Bourboule est catégorisée bourg rural, selon la nouvelle grille communale de densité à sept niveaux définie par l'Insee en 2022.
Elle appartient à l'unité urbaine de La Bourboule, une agglomération intra-départementale regroupant deux  communes, dont elle est ville-centre,,. La commune est en outre hors attraction des villes,.

### Occupation des sols
L'occupation des sols de la commune, telle qu'elle ressort de la base de données européenne d’occupation biophysique des sols Corine Land Cover (CLC), est marquée par l'importance des forêts et milieux semi-naturels (68,7 % en 2018), en diminution par rapport à 1990 (70,5 %). La répartition détaillée en 2018 est la suivante : forêts (66,3 %), prairies (18,7 %), zones urbanisées (12,6 %), milieux à végétation arbustive et/ou herbacée (2,5 %). L'évolution de l’occupation des sols de la commune et de ses infrastructures peut être observée sur les différentes représentations cartographiques du territoire : la carte de Cassini (XVIIIe siècle), la carte d'état-major (1820-1866) et les cartes ou photos aériennes de l'IGN pour la période actuelle (1950 à aujourd'hui).

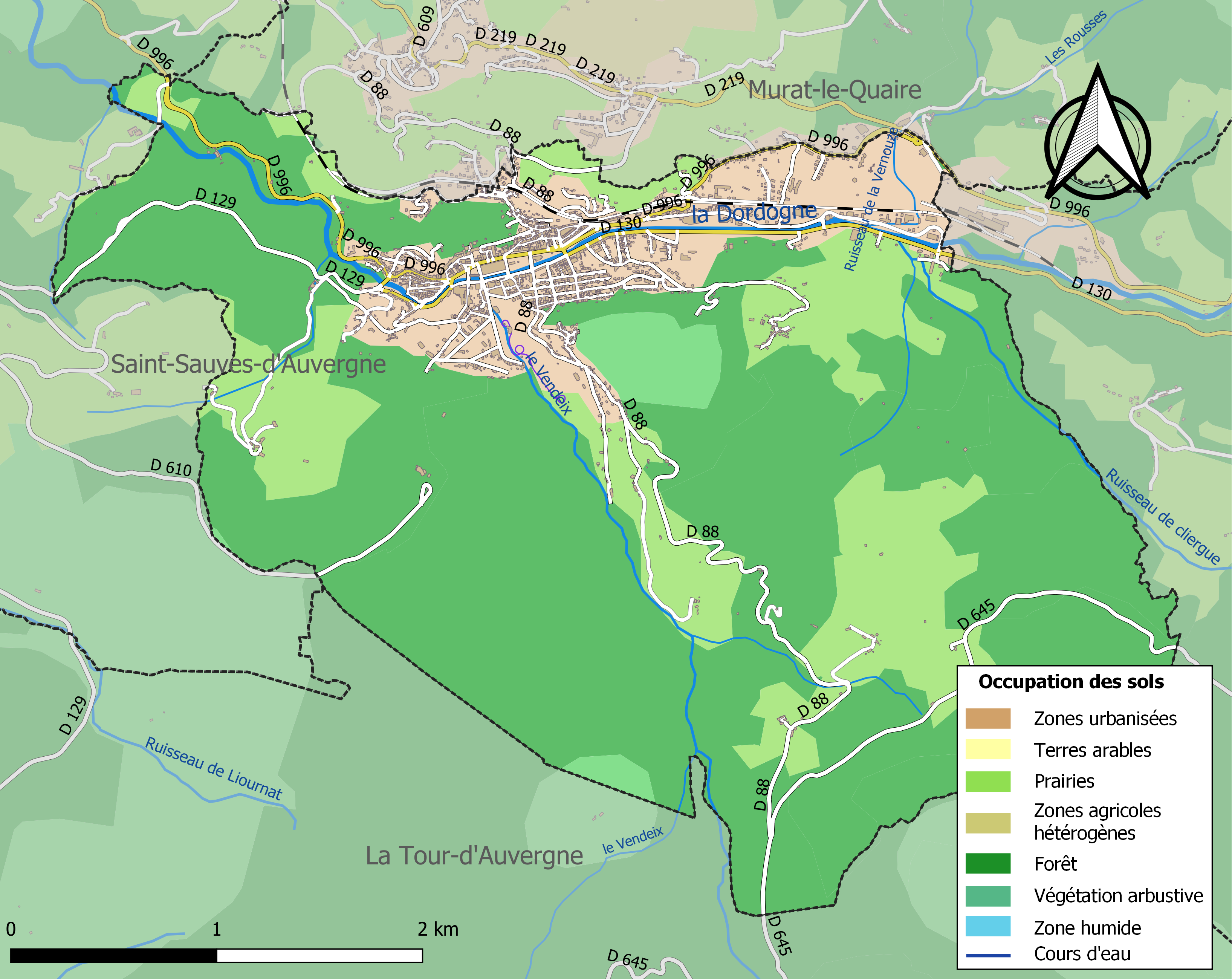
Carte des infrastructures et de l'occupation des sols de la commune en 2018 (CLC).

### Logement
En 2012, la commune comptait 2 591 logements, contre 2 622 en 2007. Parmi ces logements, 39 % étaient des résidences principales, 49,1 % des résidences secondaires et 12 % des logements vacants (en 2007, la ville comptait une majorité absolue de résidences secondaires, avec un taux de 55,3 %). Ces logements étaient pour 31 % d'entre eux des maisons individuelles et pour 66,2 % des appartements.
Le nombre de résidences secondaires atteignait 1 449 en 2007, chiffre qui n'a cessé d'augmenter depuis 1968, avant de baisser à 1 271 en 2012. Enfin, le nombre de logements vacants, de 1 323 en 1968, est passé à 310 en 2012.
La proportion des résidences principales, propriétés de leurs occupants était de 55,7 %, en hausse sensible par rapport à 2007 (53,9 %). La part de logements HLM loués vides était de 4,5 % (contre 4,7 %).

### Voies de communication et transports

#### Voies routières

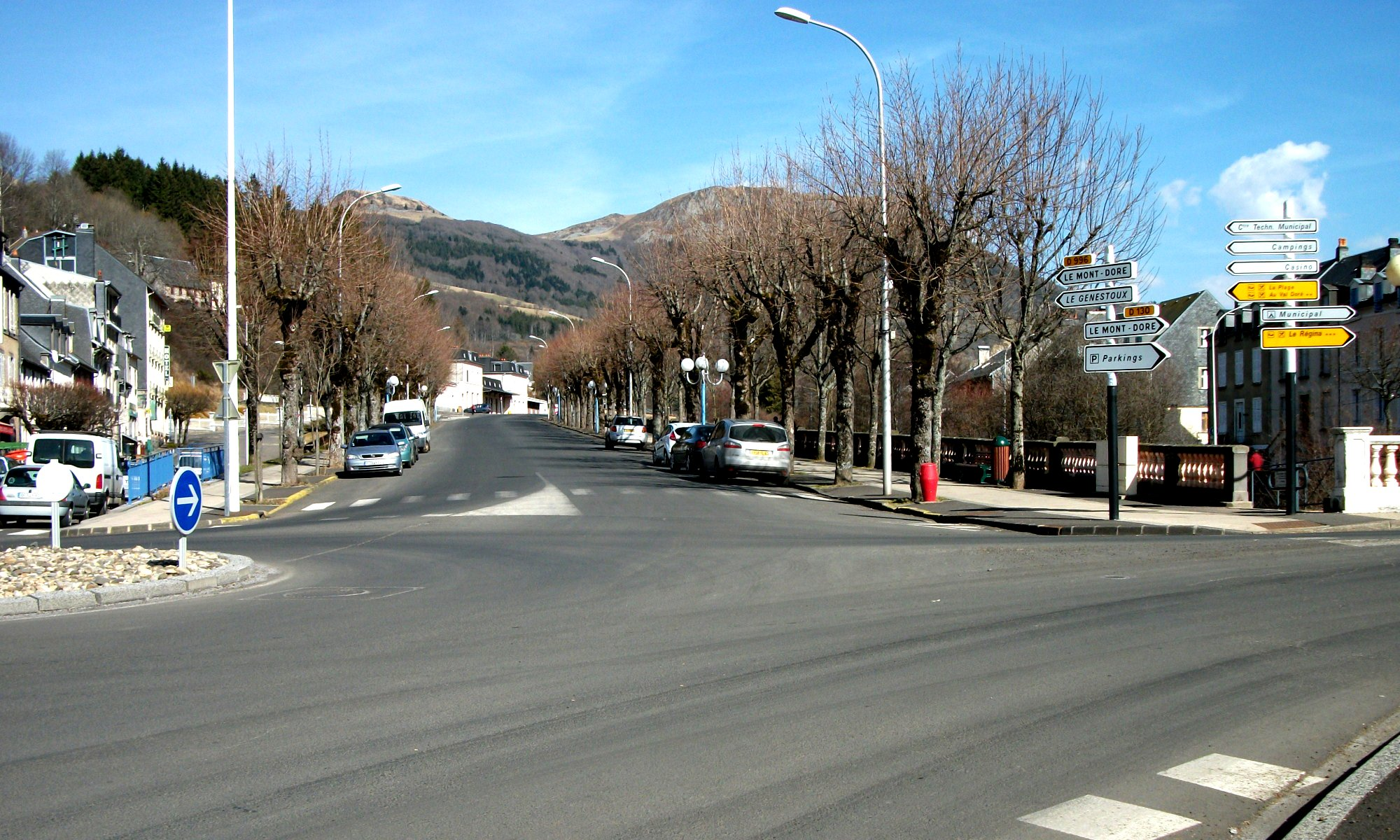
Les routes départementales 996 et 130 en direction du Mont-Dore en mars 2011.

La commune est traversée par la route départementale 996 (ancienne route nationale 496) reliant Saint-Sauves-d'Auvergne à Mont-Dore et à Issoire. La route départementale 130 permet aussi d'accéder au village voisin du Mont-Dore. L'avenue Guéneau-de-Mussy étant à sens unique, depuis Saint-Sauves, il faut emprunter également les RD 129 et 129a.
La route départementale 88 relie du nord au sud Murat-le-Quaire à la RD 645 en direction de La Tour-d'Auvergne par Fenestre et le col de Vendeix. La RD 129 part de l'ouest du village en direction de La Tour-d'Auvergne par Liournat, hameau de Saint-Sauves-d'Auvergne où part la RD 610 menant à Charlannes et à l'ancienne télécabine.
En outre, La Bourboule bénéficie d'un accès autoroutier par l'A89 (échangeur 25 de Saint-Julien-Sancy).

#### Transport ferroviaire
La Bourboule était desservie par une gare ferroviaire de la ligne de Laqueuille au Mont-Dore, implantée au nord-est du centre-ville de la commune, à proximité de la route départementale 996. Une rotation autorail a existé jusqu'en novembre 2015 qui s'est arrêté en raison des problèmes de déshuntage du matériel (X 73500) assurant cet aller-retour. Depuis le 2 novembre 2015, ce dernier est remplacé par un autocar TER Auvergne.

## Toponymie
Le nom de La Bourboule vient de la forme La Borbola en langue occitane.
Ce toponyme nord-occitan provient lui-même du mot de langue gauloise « burbula » qui désigne une eau boueuse.

## Histoire

### Naissance et évolution de la station

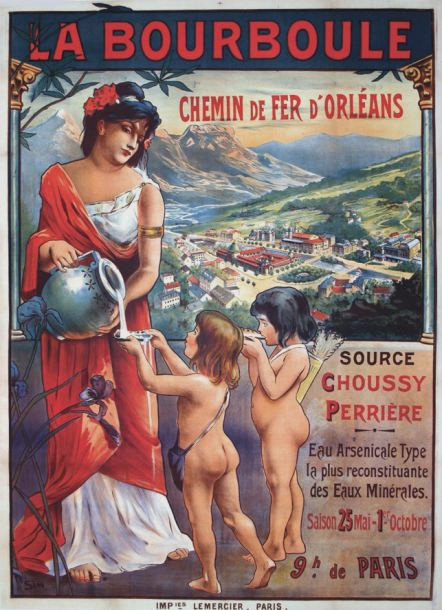
Affiche de Michel Simonidy (Mihail Simonidi) pour la station de La Bourboule.

La Bourboule a obtenu le statut de commune autonome en 1875 avec le village du même nom et les hameaux de Quaire, Fenestre, Vendeix et du Pregnoux. Avant cette date, elle dépendait de la commune de Murat-le-Quaire. Cette date de 1875 a été le point de départ de son extension et de sa prospérité, qui a fait d'elle une « Grande ville d'eaux », qu'elle est devenue en quelques années.
Elle s'est alors dotée d'équipements de soins importants dans les années 1870 (thermes Choussy, Grands thermes, etc.), d'une église néoromane construite dans les années 1880, de deux casinos construits entre 1890 et 1892, etc. Cette période de développement est marquée par la « guerre des puits » entre les familles Choussy et Mabru se déchirant sur la propriété des différentes sources thermales.
Dans la 1re moitié du XXe siècle, elle est l'une des stations thermales les plus importantes du Massif central (seconde station après Vichy en 1969, mais aussi la première station thermale pédiatrique d'Europe jusque très récemment, avec une moyenne d'âge des curistes de 13 ans[réf. nécessaire]) en compétition déclarée avec l'autre station du massif du Puy de Sancy, Mont-Dore, dont les eaux ont d'autres propriétés que celles de la Bourboule. C'est l'âge d'or de la station thermale. La Bourboule accueille une élite bourgeoise venant de France et d'Europe, des stars de l'époque y séjournent comme Buster Keaton ou Sacha Guitry.
De grands hôtels sont construits et le site de Charlannes (mont qui surplombe la Bourboule) est aménagé avec la construction d'un hôtel, d'un terrain de golf (qui fermera en 1939), d'un tramway et d'un funiculaire pour relier la station à ce sommet. Au cours des Trente Glorieuses, la Bourboule abandonne son costume de station mondaine pour devenir la plus importante station thermale de France pour enfants sous l'impulsion de la Sécurité sociale.

## Politique et administration

### Découpage territorial
La commune de La Bourboule est membre de la communauté de communes du Massif du Sancy, un établissement public de coopération intercommunale (EPCI) à fiscalité propre créé le 10 décembre 1999 dont le siège est au Mont-Dore. Ce dernier est par ailleurs membre d'autres groupements intercommunaux.
Sur le plan administratif, elle est rattachée à l'arrondissement d'Issoire depuis 2017, à la circonscription administrative de l'État du Puy-de-Dôme et à la région Auvergne-Rhône-Alpes. Jusqu'en mars 2015, elle faisait partie du canton de Rochefort-Montagne.
Sur le plan électoral, elle dépend du canton du Sancy (dont elle est le bureau centralisateur) pour l'élection des conseillers départementaux, depuis le redécoupage cantonal de 2014 entré en vigueur en 2015, et de la troisième circonscription du Puy-de-Dôme pour les élections législatives, depuis le dernier découpage électoral de 2010.

### Élections municipales et communautaires

#### Élections de 2020
Le conseil municipal de La Bourboule, commune de plus de 1 000 habitants, est élu au scrutin proportionnel de liste à deux tours (sans aucune modification possible de la liste), pour un mandat de six ans renouvelable. Compte tenu de la population communale, le nombre de sièges à pourvoir lors des élections municipales de 2020 est de 19. Lors du premier tour, tenu le 15 mars 2020, aucun candidat n'a été élu. Les dix-neuf conseillers municipaux sont élus au second tour, qui se tient le 28 juin 2020 du fait de la pandémie de Covid-19, avec un taux de participation de 70,40 %, se répartissant en : quinze sièges issus de la liste de François Constantin et quatre sièges issus de la liste de Jean-Marc Eyragne.
Les six sièges attribués à la commune au sein du conseil communautaire de la communauté de communes du Massif du Sancy se répartissent en : cinq sièges issus de la liste de François Constantin et un siège issu de la liste de Jean-Marc Eyragne.

#### Chronologie des maires
| Période                                  | Période                       | Identité             | Étiquette | Qualité                                             |
| ---------------------------------------- | ----------------------------- | -------------------- | --------- | --------------------------------------------------- |
| Les données manquantes sont à compléter. |                               |                      |           |                                                     |
| 1875                                     | 1884                          | Guillaume Duliège    |           |                                                     |
| 1884                                     | 1896                          | Antoine Gardin       |           |                                                     |
| 1896                                     | 1907                          | Lucien Pipet         |           |                                                     |
| 1907                                     | 1908                          | Mathieu Brugière     |           |                                                     |
| 1908                                     | 1910                          | Henri Rebois         |           |                                                     |
| 1910                                     | 1910                          | Mathieu Brugière     |           |                                                     |
| 1910                                     | 1919                          | Henri Rebois         |           |                                                     |
| 1919                                     | 1922                          | Frédéric Lequime     |           |                                                     |
| 1922                                     | 1925                          | Octave Chadefaux     |           |                                                     |
| 1925                                     | 1941                          | Jean-Baptiste Gachon |           |                                                     |
| 1941                                     | 1944                          | Pierre Mille         |           |                                                     |
| 1944                                     | 1947                          | Jean-Baptiste Gachon |           |                                                     |
| 1947                                     | 1948                          | Pierre Mille         |           |                                                     |
| 1948                                     | 1955                          | Jean-Baptiste Brut   |           |                                                     |
| 1955                                     | 1971                          | Georges Lamirand     |           |                                                     |
| 1971                                     | 1977                          | Paul Constantin      |           |                                                     |
| 1977                                     | 1989                          | Daniel Segarra       |           |                                                     |
| mars 1989                                | mars 2001                     | Serge Teillot        | DVD       |                                                     |
| mars 2001                                | avril 2012                    | Jean Falgoux         | PS        |                                                     |
| mai 2012                                 | 1er décembre 2017 (démission) | Éric Brut            | PS        | 1er vice-président de la CC du Massif du Sancy      |
| décembre 2017 (réélu en 2020)            | En cours (au 15 juillet 2021) | François Constantin  |           | Dirigeant d'une société de production audiovisuelle |

### Politique environnementale
La gestion des déchets est assurée par le syndicat mixte de collecte et de traitement des ordures ménagères de la Haute Dordogne, composé de 35 communes.

## Population et société

### Démographie

#### Évolution démographique
L'évolution du nombre d'habitants est connue à travers les recensements de la population effectués dans la commune depuis 1876. Pour les communes de moins de 10 000 habitants, une enquête de recensement portant sur toute la population est réalisée tous les cinq ans, les populations de référence des années intermédiaires étant quant à elles estimées par interpolation ou extrapolation. Pour la commune, le premier recensement exhaustif entrant dans le cadre du nouveau dispositif a été réalisé en 2005.

En 2022, la commune comptait 1 739 habitants, en évolution de −2,41 % par rapport à 2016 (Puy-de-Dôme : +2,1 %, France hors Mayotte : +2,11 %).
| 1876 | 1881  | 1886  | 1891  | 1896  | 1901  | 1906  | 1911  | 1921  |
| ---- | ----- | ----- | ----- | ----- | ----- | ----- | ----- | ----- |
| 840  | 1 100 | 1 616 | 1 708 | 1 996 | 1 947 | 1 996 | 1 905 | 1 780 |

| 1926  | 1931  | 1936  | 1946  | 1954  | 1962  | 1968  | 1975  | 1982  |
| ----- | ----- | ----- | ----- | ----- | ----- | ----- | ----- | ----- |
| 2 700 | 3 154 | 3 097 | 3 065 | 3 187 | 2 336 | 2 496 | 2 392 | 2 384 |

| 1990  | 1999  | 2005  | 2006  | 2010  | 2015  | 2020  | 2022  | - |
| ----- | ----- | ----- | ----- | ----- | ----- | ----- | ----- | - |
| 2 113 | 2 043 | 2 061 | 2 049 | 1 925 | 1 786 | 1 757 | 1 739 | - |

#### Pyramide des âges
En 2018, le taux de personnes d'un âge inférieur à 30 ans s'élève à 26,7 %, soit en dessous de la moyenne départementale (34,2 %). À l'inverse, le taux de personnes d'âge supérieur à 60 ans est de 36,1 % la même année, alors qu'il est de 27,9 % au niveau départemental.
En 2018, la commune comptait 834 hommes pour 944 femmes, soit un taux de 53,09 % de femmes, légèrement supérieur au taux départemental (51,59 %).
Les pyramides des âges de la commune et du département s'établissent comme suit.
| Hommes | Classe d’âge | Femmes |
| ------ | ------------ | ------ |
| 0,4    | 90 ou +      | 1,7    |
| 7,0    | 75-89 ans    | 11,9   |
| 25,5   | 60-74 ans    | 25,4   |
| 24,5   | 45-59 ans    | 22,7   |
| 15,2   | 30-44 ans    | 12,4   |
| 14,0   | 15-29 ans    | 11,9   |
| 13,5   | 0-14 ans     | 14,0   |

| Hommes | Classe d’âge | Femmes |
| ------ | ------------ | ------ |
| 0,7    | 90 ou +      | 2,1    |
| 7,4    | 75-89 ans    | 10,2   |
| 17,7   | 60-74 ans    | 18,6   |
| 20,2   | 45-59 ans    | 19,2   |
| 18,4   | 30-44 ans    | 17,4   |
| 18,6   | 15-29 ans    | 17,2   |
| 17     | 0-14 ans     | 15,3   |

### Sports et loisirs
La Bourboule compte plusieurs installations sportives. Elle possède un club d'équitation, de tennis, un terrain de football, une salle de musculation, ainsi qu'une salle polyvalente.
Il existe une station de ski à Charlannes.
Le pôle aqualudique est une réalisation de la communauté de communes du Massif du Sancy, implantée sur le territoire de la commune de La Bourboule en remplacement de l'ancienne piscine devenue vétuste. Les travaux, commencés en mars 2008, ont duré deux ans, après plusieurs retards dus à une annulation de permis de construire sur ordres préfectoraux ou encore une pollution découverte sur l'ancienne piscine. Ce pôle comprend un bassin polyvalent de 338 m2, un bassin de 100 m2, ainsi qu'un espace bien-être.

### Enseignement
La Bourboule dépend de l'académie de Clermont-Ferrand. Elle gère une école maternelle et une école élémentaire, toutes deux publiques.
Les élèves poursuivent leur scolarité au collège Marcel-Bony de Murat-le-Quaire, puis à Clermont-Ferrand, au lycée Ambroise-Brugière pour les filières générales et STMG, ou au lycée La-Fayette pour la filière STI2D.
En 2016, parmi la population non scolarisée âgée de 15 ans ou plus (1 438 personnes), 37 % n'étaient titulaires d'aucun diplôme ou au plus d'un BEPC ou brevet des collèges, 28,8 % d'un CAP ou d'un BEP, 15,6 % d'un baccalauréat et 18,6 % d'un diplôme de l'enseignement supérieur.

## Économie

### Le thermalisme

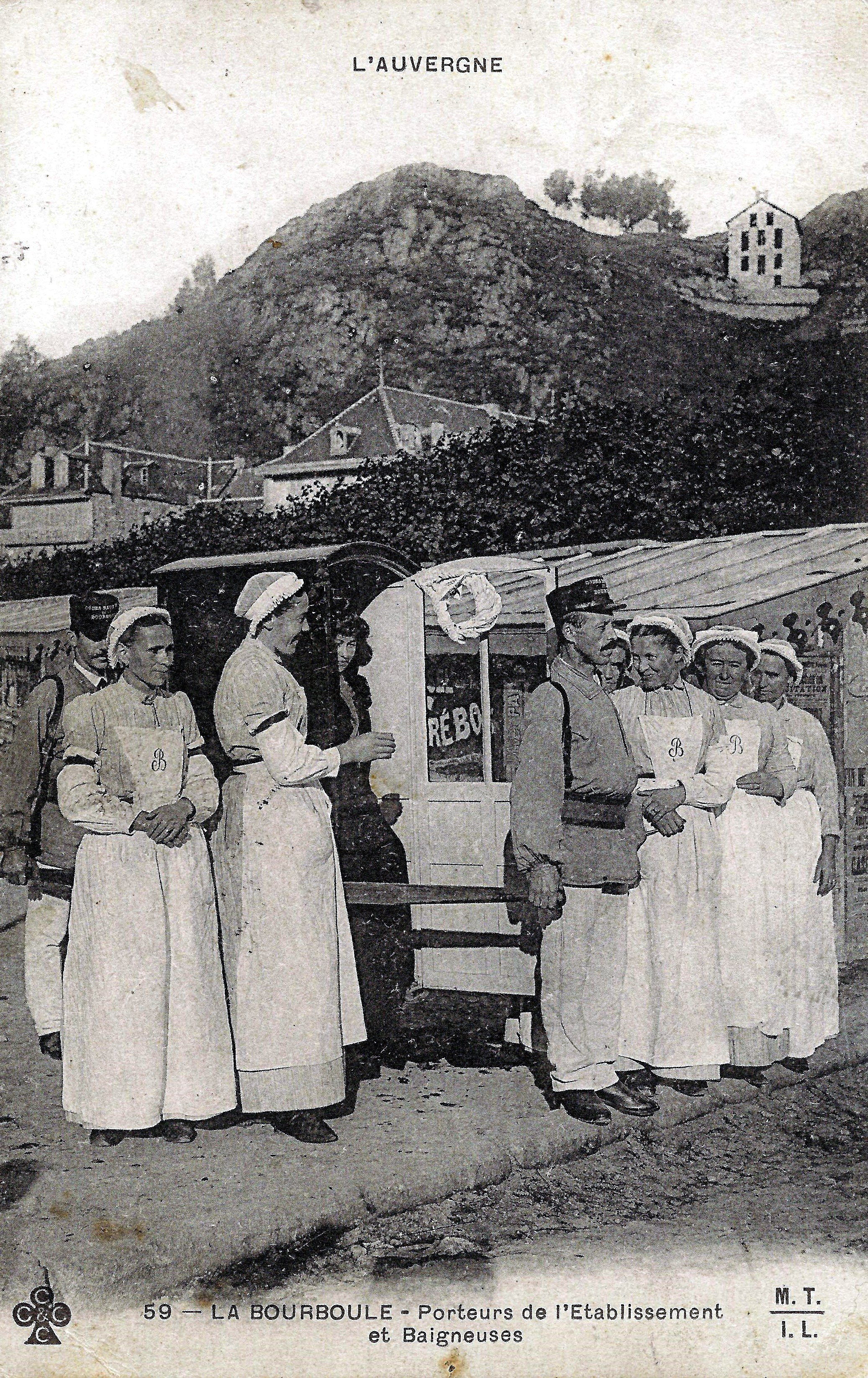
Station thermale, porteurs et baigneuses.

La ville est connue essentiellement comme station thermale.
Le thermalisme bourboulien est spécialisé dans le traitement des affections des voies respiratoires de l'enfant et de l'adulte, de l'asthme, des problèmes de peau (eczéma, psoriasis notamment) ainsi que les troubles du développement de l'enfant.
L'âge d'or du thermalisme, à La Bourboule, reste l'entre-deux-guerres, durant laquelle une clientèle de luxe (émirs, sultans, etc.) venait s'y détendre. L'architecture de l'artère principale de la ville s'en ressent.
Une certaine mélancolie en est ainsi ressortie, avec ce mythe de « l'âge d'or du thermalisme », vantant les fastes de cette période (tapis rouges pour accueillir la clientèle) et accusant la Sécurité sociale d'avoir attiré les classes populaires dans la cité thermale, qui, de ce fait, remplaçaient la riche clientèle à partir des années 1950. Mais, depuis quelques années, la station a encore perdu de son éclat en ayant vu progressivement disparaître les cohortes d'enfants descendant des maisons de soins pour se rendre du printemps à l'automne aux thermes.

### Revenus de la population et fiscalité
En 2016, le revenu fiscal médian par ménage s'élevait à 18 309 €.

### Emploi
En 2016, la population âgée de 15 à 64 ans s'élevait à 1 103 personnes, parmi lesquelles on comptait 74,7 % d'actifs dont 63,4 % ayant un emploi et 11,3 % de chômeurs.
On comptait 969 emplois dans la zone d'emploi. Le nombre d'actifs ayant un emploi résidant dans la zone étant de 711, l'indicateur de concentration d'emploi est de 136,4 %, ce qui signifie que la commune offre plus d'un emploi par habitant actif.
568 des 711 personnes âgées de 15 ans ou plus (soit 79,9 %) sont des salariés. Près des deux tiers (65,9 %) de cette population travaillent dans la commune de résidence.

### Entreprises et établissements
Au 31 décembre 2017, La Bourboule comptait 241 entreprises : 10 dans l'industrie, 30 dans la construction, 108 dans le commerce, transport, hébergement et restauration, 41 dans les services marchands aux entreprises et 52 dans les services marchands aux particuliers.
En outre, elle comptait 302 établissements.

### Tourisme
Au 1er janvier 2019, la commune comptait 9 hôtels (deux classés deux étoiles, cinq classés trois étoiles et deux autres non classés), totalisant 266 chambres ; 5 campings (dont trois classés trois étoiles), totalisant 550 emplacements ; une résidence de tourisme ou hôtelière de 160 places lit ainsi que deux villages vacances ou maisons familiales comptabilisant 260 places lit.

## Culture locale et patrimoine

### Lieux et monuments
Source : Inventaire du Patrimoine thermal - Route des Villes d'eaux du Massif central (avril 2009)

#### Architecture thermale

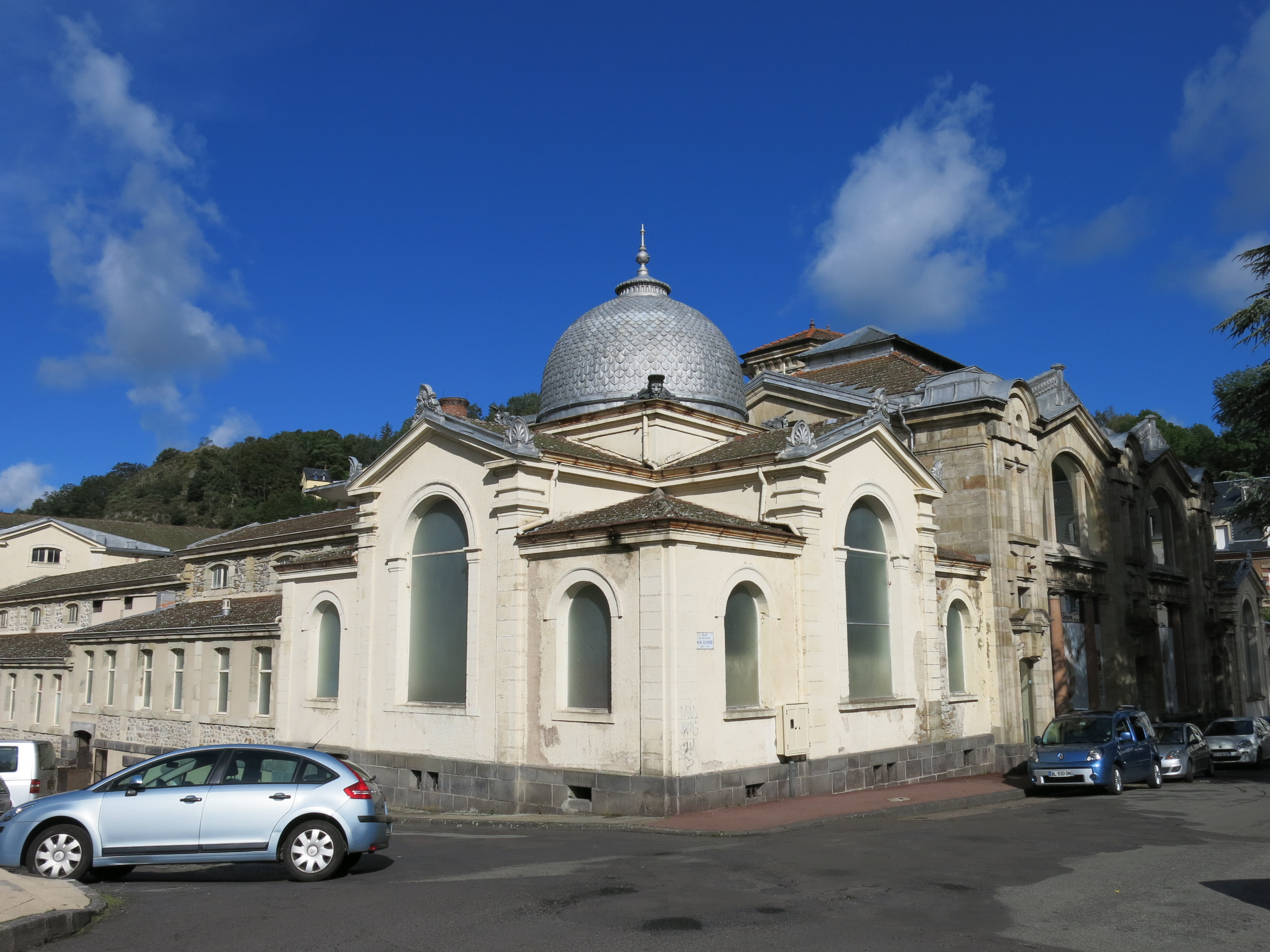
Les Grands Thermes.

- Les « Grands Thermes »[50], reconnaissables à leurs étonnantes coupoles orientales furent commandés en 1876 par la Compagnie des Eaux Minérales de La Bourboule à l'architecte Agis-Léon Ledru (ouverture en 1877)[51]. Il était important que l'architecture soit vue et qu'elle se distingue : symbole de prospérité et transport de l'imaginaire. Sitôt arrivé à la station, le dépaysement devait être total. Par l'évocation d'une « Byzance » perchée sur les hauteurs du paysage auvergnat, le séjour promettait d'être somptueux avec sa part de rêve et d'exotisme. Plus d'un siècle plus tard, la magie opère toujours. Les Grands Thermes de La Bourboule sont les thermes municipaux de la ville.
- Thermes de Choussy[52] : Ils sont situés à l'emplacement des Thermes historiques de la Bourboule, dont la première construction datait de 1463 ; une reproduction du bail, en latin, cédant l'exploitation « des hospices » de la Bourboule est représentée sur la buvette en pierre de lave située dans le hall principal des Thermes de Choussy (réalisation en 2005 par le tailleur de pierre Courtadon, le Cratère). Le bâtiment actuel présente une architecture particulière pour un établissement thermal se composant de deux parties principales : une première, très ancienne faite de reconstructions successives au fil du temps (1463, 1810, 1828, 1862) et une partie plus récente datant de 1964 dont l'architecture est due à un élève de Le Corbusier. Une partie des Thermes Choussy a été utilisée à partir de 1860 en tant que laboratoire d'embouteillage de l'eau thermale à destination des pharmacies françaises et européennes. Cette activité importante à l'époque a perduré jusqu'en 1940. Les Thermes Choussy ont fermé en 2016 et en 2022 la mairie espère les racheter pour les réhabiliter[53].
- Hôtel Médicis
- Les anciennes maisons d'enfants en cure thermale : La Bourboule est une station thermale réputée déjà depuis presque deux siècles avec comme spécialité la pédiatrie pour soigner notamment l'asthme et l'eczéma. Les maisons d'enfants se sont donc multipliées au cours de la seconde moitié du XXe siècle, la Bourboule ayant acquis cette image d'une station de soins pour enfants. Mais elles ont pratiquement toutes disparues ces dix dernières années[Quand ?] : il a été demandé aux maisons d'enfants pour cures thermales d'avoir le même nombre de personnel que dans les hôpitaux, sans pour autant augmenter leur prix de journée déjà très inférieur à celui de l'hôpital. La majorité des maisons d'enfants ont alors été obligées de vendre leurs lits. Les deux seules maisons d'enfants encore en activité sont L'île aux enfants et Volcana. Tza-Nou a changé d'activité. La plupart des autres maisons se sont tournées vers l'hébergement collectif (gîtes de groupes, accueil scolaire, colonies de vacances).[réf. nécessaire]

#### Église Saint-Joseph

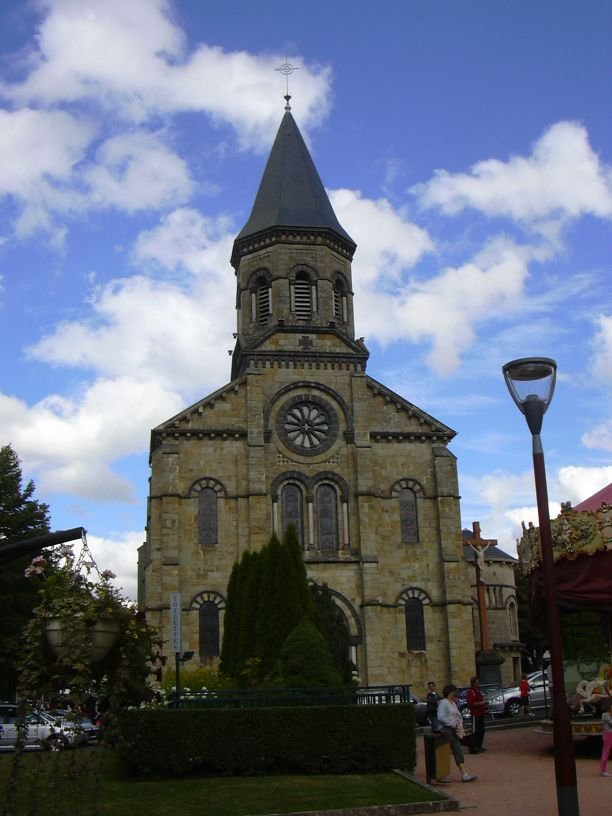
L'église Saint-Joseph.

L'église actuelle de La Bourboule a été construite entre 1885 et 1888 par l'architecte Gardin, ancien maire de La Bourboule. Elle est fortement inspirée de la basilique d'Orcival. Elle est de style néoroman auvergnat. Elle a été construite en lave blanche agglomérée de divers matériaux volcaniques. Vingt chapiteaux ont été sculptés en 1941 par Henri Charlier, artiste bourguignon.

#### Statue devant l'église la mère et l'enfant
La statue est associée à cette inscription :

« Dis-moi maman adorée,
Comment vas-tu t'y prendre,
Pour que l'on me rende,
Ce que l'on m'a coupé ? »

#### Parc Fenestre

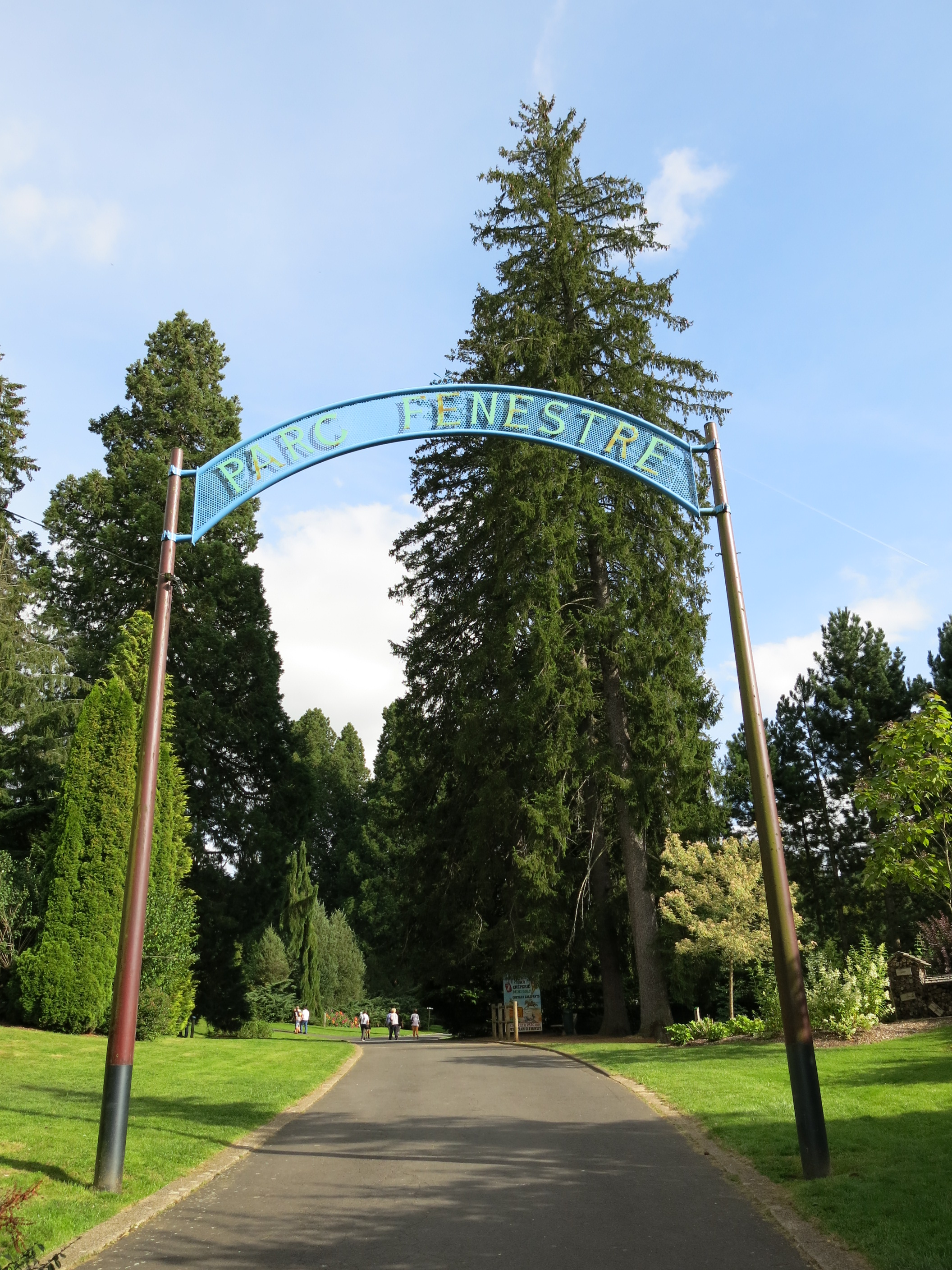
Entrée du parc Fenestre.

Ce parc pour enfants de 12 hectares a été créé dès les débuts du thermalisme à la Bourboule, au XIXe siècle. Il est niché entre le mont Charlannes et le quartier haut de Fenestre au sud de la Bourboule. Il se compose de vastes pelouses, de bassins, de bosquets, d'espaces arborés, d'allées bitumées, de chemins et d'un café-bar. Les attractions phares du parc sont :
- le toboggan (l'un des plus hauts d'Europe) qui comprend trois pistes reliées par un escalier à vis métallique (la jaune étant la plus haute en surpassant les 8 mètres, l'orange est la médiane avec plus de 5 mètres et la mauve, la plus petite qui atteint plus de 3 mètres) recouvertes, ces dernières années et sur une bonne partie, par des tunnels pour la mise en sécurité (attraction gratuite) ;
- le petit train du Far West dont le circuit borde le parc de bas en haut pour un trajet de 20 minutes (attraction payante) ;
- le télécabine qui reliait la Bourboule au mont Charlannes par des câbles. Inauguré en 1975 en présence du président de la République, Valéry Giscard d'Estaing, il surplombait le parc Fenestre et la ville de la Bourboule de plus de 300 mètres à son point le plus haut. Exploité en régie directe depuis 1984, ce télécabine a cessé de fonctionner le 30 septembre 2012 sur décision de la municipalité. Sa fermeture a été justifiée par la mauvaise situation financière de la commune et les coûts d'exploitation et d'entretien[55],[56][réf. incomplète],[57].

Le parc Fenestre comprend d'autres jeux pour enfants gratuits (petits toboggans, balançoires, etc.) et d'autres attractions payantes (la Chenille fantastique, les chevaux sur rail, un théâtre de Guignol, les auto-tamponneuses, un château gonflable, etc.).
Le parc Fenestre possède aussi un nombre important de grands arbres dont des séquoias géants.

#### Casinos
Le casino Chardon est le casino actuel de la Bourboule. Construit à partir de 1892 pour monsieur Chardon par les architectes parisiens Émile Camut (fin XIXe siècle) et Georges Vimort (extensions des années 1920). Ses façades sont ornées de mosaïques et le décor intérieur de la salle de jeu est stuqué en plus de comprendre des chapiteaux, colonnes et pilastres. Le hall est couvert par deux fausses coupoles sur pendentif. Il remplaçait le tout premier casino, ouvert dans les années 1870, construit en bois et aux allures de saloon.
Le casino des Thermes est actuellement occupé par la mairie de La Bourboule, avec une partie occupée par l'office de tourisme. Il fut construit en 1891 par l'architecte Harvey-Picard sur commande de la Compagnie des Eaux Minérales. Il fut racheté en 1910 par la municipalité pour y installer la mairie dès 1913. C'est un monument remarquable pour sa façade et son balcon soutenu par quatre Cariatides, pour la mosaïque du hall d'entrée et pour son imposant escalier d'honneur richement sculpté et orné.

#### Autres monuments
Le kiosque à musique, de style Belle Époque, a été installé dès l'origine dans le parc Fenestre, à la fin du XIXe ou au début du XXe siècle, puis fut remonté sur la grande place de la Bourboule en 1920.
Le pont sur le Vendeix a été réalisé par l'architecte Louis Jarrier ; les bornes du parapet sont ornées de mosaïques.
Ce même architecte a construit la pâtisserie Rozier. Elle arbore une façade Art déco composée de mosaïques réalisées par Alphonse Gentil et François Eugène Bourdet ainsi qu'une loggia s'ouvrant sur la rue. Le bâtiment est inscrit aux Monuments Historiques en 2001.

### Personnalités liées à la commune
- Fanny Agostini, ancienne présentatrice de Thalassa sur France 3, ancienne présentatrice météo sur BFM TV et conseillère municipale[BOU 4], y est née en 1988.
- Julien Benneteau (1981-), joueur de tennis, né à Bourg-en-Bresse ; toute sa famille paternelle est de La Bourboule.
- Laurent Bourdelas, écrivain et historien, y a fait des cures, qu'il a évoquées dans deux ouvrages.
- Mireille Darc, actrice, née à Toulon.[réf. nécessaire].
- Germain Léon Marie Louis Heulz (1856-1926), médecin-chef de l'hôpital thermal Guillaume Lacoste.
- Georges Lamirand, ancien secrétaire d'état à la Jeunesse du gouvernement de Vichy, maire de La Bourboule (1955-1971).
- Joseph Marie (1821-1884), architecte paysagiste originaire de Maincourt qui a dessiné le parc Fenestre de La Bourboule.
- Jean-Louis Murat (1952-2023), auteur-compositeur-interprète né à Chamalières, a passé sa jeunesse à La Bourboule. Il y repose en son cimetière.
- Adolphe Nicolas (1833-?), médecin originaire de Bretagne, installé à La Bourboule, y a créé le spokil (langue internationale) autour de 1887.
- René Panhard (1841-1908), ingénieur et cofondateur des automobiles Panhard, disparaît à La Bourboule où il était en cure thermale le 16 juillet 1908.

### Héraldique
| Blason | Blasonnement : D'azur semé de fleurs de lys d'or, à la tour d'argent maçonnée de sable brochant, au bâton de gueules brochant sur le tout, au chef tiercé en pal d'azur, d'argent et de gueules. Commentaires : Ces armoiries sont issues de celles des La Tour d'Auvergne auxquelles on a ajouté la bande de gueules et le chef tricolore. |